# Topónimo de Palos de la Frontera
El topónimo de Palos de la Frontera es la denominación oficial actual de esta ciudad de la provincia de Huelva, desde que el concejo municipal de la localidad lo adoptó en mayo de 1642. Anteriormente fue siempre «Palos» o «Villa de Palos», pero se amplió para tratar de paliar el problema causado a mediados del siglo XVI por los primeros cronistas de Indias, Gonzalo Fernández de Oviedo y Francisco López de Gómara, que crearon el incorrecto Palos de Moguer, fruto del desconocimiento de la realidad de las localidades de Palos y Moguer, creyendo que ambas eran una sola, al unificar los dos municipios vecinos que conforman los Lugares Colombinos (Lugares vinculados con los preparativos y desarrollo del Primer viaje de Colón). Este término se extendió a todo tipo de documentos, libros y manuales de estudio, causando numerosos errores y malestar en las dos localidades afectadas. La confusión se ha ido subsanando sobre todo a lo largo del siglo XX, pero aún no se ha corregido del todo.

## Etimología
Etimológicamente, el topónimo Palos puede proceder del latín palus-paludis, que significa "laguna" o "pantano", que es la hipótesis más común, o tal vez de la raíz prerromana pal-, pala- que se traduciría como "ladera de inclinación muy acentuada". Ambos accidentes geográficos están presentes en la localidad.

## Historia del topónimo

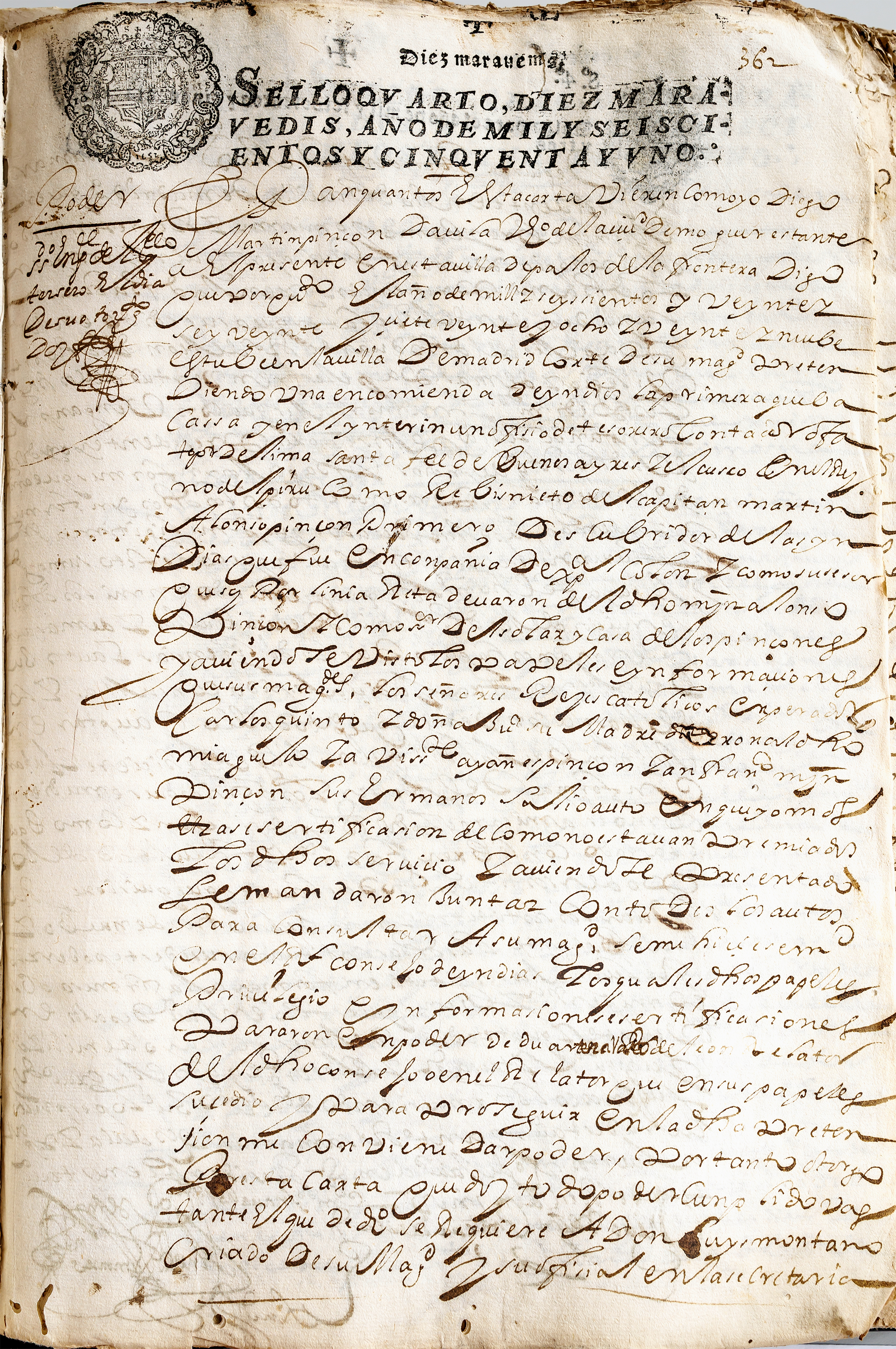
Encomienda que solicita Diego Martín Pinzón Dávila, descendiente directo de Martín Alonso Pinzón donde aparece, en la tercera línea, el topónimo Palos de la Frontera. Año de 1651.

El topónimo Palos se recoge documentalmente por primera vez hacía 1295 cuando Sancho IV hace concesión de la casa o torre de Palos. También lo vemos en 1322, cuando Alfonso XI, después de la reconquista de Niebla, lo dona a Alonso Carro y Berenguela Gómez. En 1379, Juan I volvió a entregarlo a Álvar Pérez de Guzmán, verdadero padre y fundador de la villa palerma, que se ocupó de repoblarla con 50 familias. En esta documentación antigua, es comprobable que normalmente se refieren a Palos como el "Lugar de Palos" la "casa de Palos" o la "heredad de Palos".
En los diferentes archivos históricos de España, se encuentran abundantes documentos que mencionan a la localidad, siempre bajo las denominaciones de "Palos", "Lugar de Palos" o "Villa de Palos". Uno de los más importantes, por su transcendencia, es la Real Provisión que los Reyes Católicos remitieron el 30 de abril de 1492, a Diego Rodríguez Prieto y a otros vecinos de Palos en la que se les pedía que tuvieran preparadas dos carabelas aprovisionadas para el que sería el primer viaje de Cristóbal Colón :

Real Provisión de los Reyes Católicos
DIRIGIDA A CIERTOS VECINOS DE PALOS PARA QUE ENTREGUEN A CRISTOBAL COLON DOS CARABELAS
Granada, 30 de Abril de 1492.

Don Fernando e Doña Ysabel por la gracia de dios Rey e Reyna de Castilla, de León, de Aragón, de Secilia, de Granada .... A vos, Diego Rodríguez Prieto, e a todas las otras personas vuestros compañeros e otros vezinos de la villa de Palos e a cada uno de vos, salud e gracia. Vien sabedes como por algunas cosas fechas e cometidas por vosotros en desserbicio nuestro, por los del nuestro Consejo fuistes condenados a que fuésedes obligados a nos serbir dos meses con dos carabelas armadas a vuestras propias costas .... E agora, por quanto nos avemos mandado a Christoval Colón que vaya con tres carabelas de armada, como nuestro capitán de las dichas tres carabelas, para ciertas partes de la mar océana sobre algunas cosas que cunplen a nuestro servicio e nos queremos que llebe consigo las dichas dos carabelas con que asy nos aveis de servir ...
Archivo General de Indias. Signatura: PATRONATO, 295, N.3.

DIEGO MARTIN PINZON SOLÍCITA UNA ENCOMIENDA POR SER DESCENDIENTE DIRECTO DE LOS FAMOSOS DESCUBRIDORES DE PALOS.

Sepan quantos esta carta vieren como yo, Diego Martín Pinzón Dávila, vezino de la villa de Moguer estante al presente en esta villa de Palos de la Frontera, digo: que por quanto el año de mill y seyscientos y veynte y seys y veynte y siete y veynte y ocho y veynte y nuebe estube en la villa de Madrid, Corte de su Magestad, pretendiendo una encomienda de yndios, la primera que ba Cassa y en el ynterinun ofisio de tesorero contador de Lima, Santa Fee de Buenos Ayres, del Cusco en el reyno del Pirú, como rebisnieto del Capitán Martin Alonso Pinzón, primero descubridor de las Yndias, que fue en compañía de Cristóbal Colón, y como susesor que soy por línia recta de varón del dicho Martín Alonso Pinzón e como susesor del solar y casa de los Pinzones y aviéndose visto los papeles e ynformasiones que sus Magestades los señores Reyes Católicos, Emperador Carlos quinto y Doña Juana, su madre, dieron al dicho mi agüelo y a Visente Yáñez Pinzón y a Francisco Pinzón, sus ermanos, salió auto en que yo mostrase sertificación de cómo no estavan premiados los dichos servicios, y aviéndose presentado se mandaron juntar con todos los autos que para consultar a su Magestad se me hisiesen en el dicho Consejo de Yndias, los quales dichos papeles, privilegios e ynformaciones e sertificasiones pararon en poder de Duarte Rdgz. de Lión, relator del dicho Consejo ...
 ... En la villa de Palos, en veynte e quatro dias del mes de Mayo de mill y seys sientos y cinquenta y tres años... syendo testigos... Juan Lopez Prieto, cura desta villa, Antonio Rodrígues Samames, vezino della y Cristóbal Alvertos, vezino de la villa de Moguer residente en esta villa...
Libro de Escrituras Públicas de Palos de la Frontera 1650-1654, fls. 362-362 vº Sección de Protocolos Notariales 
ARCHIVO HISTORICO DE MOGUER (antiguo convento de San Francisco) - MOGUER - Huelva

## Errores históricos
Aunque está documentado en los distintos archivos, tanto históricos como administrativos, que esta localidad se ha denominado sólo Palos o Palos de la Frontera, a lo largo de la historia se han extendido, al menos, dos topónimos erróneos. El primero y más conocido es "Palos de Moguer", y el segundo, mucho menos frecuente, es "Palos de Noguer", una deformación del primero.
A mediados del siglo XVI los primeros cronistas de Indias, Gonzalo Fernández de Oviedo y Francisco López de Gómara, creyendo que Palos y Moguer eran un solo pueblo, crearon el incorrecto "Palos de Moguer", que se extendió con gran velocidad, pasando a enciclopedias y manuales de estudio, al unificar los dos municipios vecinos que conforman los Lugares Colombinos (Lugares vinculados con los preparativos y desarrollo del Primer viaje de Colón). Algo parecido sucedió con los frailes franciscanos de La Rábida que tanto ayudaron a Colón, Fray Juan Pérez y fray Antonio de Marchena, con los que crearon un único e inexistente personaje: fray Juan Antonio Pérez de Marchena o fray Juan Pérez de Marchena.
Según el historiador Julio Izquierdo Labrado, el 25 de mayo de 1642, el concejo municipal de Palos adoptó el nombre de Palos de la Frontera, aprovechando que el rebelde marqués de Ayamonte hizo pasar tropas portuguesas del Guadiana al Tinto, y para así poner un "apellido" a Palos, que tapara la denominación incorrecta que lo hacía desaparecer como pueblo, y que lo unía erróneamente a la más poderosa ciudad vecina.
Esta denominación errónea siempre ha producido malestar a los habitantes de Palos de la Frontera, puesto que sugería que Palos de la Frontera en algún momento hubiese pertenecido a Moguer, cosa que no ha ocurrido nunca y de la cual no hay constancia en ningún documento público ni administrativo. La vinculación de Palos de la Frontera con Moguer es la misma que tienen los municipios vecinos, Bonares, Lucena del Puerto y Niebla: simplemente el hecho de pertenecer a su partido judicial, que es uno de los seis que existen en la provincia de Huelva, y de ser la sede del Archivo de Protocolos, donde se conservan los libros de escrituras públicas de dichas localidades.
Esta denominación incorrecta no sólo ha hecho desaparecer, erróneamente, a Palos de la Frontera en ciertos momentos, sino que también ha afectado a Moguer, puesto que en algunos sitios de Internet o en algunos manuales de estudio, Juan Ramón Jiménez, premio Nobel de Literatura en 1956, y natural de Moguer, aparece como nacido en Palos de Moguer, produciéndose en este caso el efecto de hacer desaparecer también a Moguer.
En las últimas décadas el ayuntamiento de Palos de la Frontera ha tratado de ir corrigiendo este error allí donde lo haya detectado como hizo en la cercana ciudad de Sevilla, en Salamanca, o en Madrid donde existían calles dedicadas al pueblo descubridor, pero denominadas erróneamente. Hecho este que en la actualidad está corregido, quedando en Madrid por corregir únicamente el nombre del barrio (que aún conservaba el erróneo nombre) donde está situada la calle Palos de la Frontera. El ayuntamiento de Palos de la Frontera aprobó en 2004 y 2007 dirigirse al de Madrid para solicitarle que rectifique la denominación del barrio. Finalmente fue corregido el error y cambiado al nombre correcto en 2022.